# Ctenucha annulata
Ctenucha annulata là một loài bướm đêm thuộc phân họ Arctiinae, họ Erebidae.